# AEW Fight Forever
AEW Fight Forever es un videojuego de lucha libre profesional, basado en All Elite Wrestling. Desarrollado por Yuke's y publicado por THQ Nordic. El videojuego fue lanzado el 29 de junio de 2023, disponible para las plataformas de PlayStation 4, PlayStation 5, Windows, Xbox One, Xbox Series X/S y Nintendo Switch.

## Desarrollo
El juego se anunció el 10 de noviembre de 2020 en el evento especial AEW Games 1.0. El avance de revelación presentó a los luchadores de AEW Kenny Omega, Chris Jericho y Hikaru Shida. También se anunció que Hideyuki "Geta" Iwashita, director de WWF No Mercy y WCW/NWO Revenge, participará en un papel no revelado. En junio de 2021, se lanzó el primer video de juego en desarrollo, incluida la revelación de Darby Allin. En septiembre, se lanzó otro video de juego corto con Jungle Boy. En febrero de 2022, Kenny Omega declaró que el juego incluiría un juego multiplataforma.
Después de la grabación de Dynamite el 21 de abril de 2022, el fundador de AEW, Tony Khan, le dijo a la multitud en vivo que el título del videojuego sería AEW: Fight Forever. Esto se confirmó más tarde el 4 de mayo de 2022, con el lanzamiento de videos de juego con Kris Statlander y Nyla Rose. En junio de 2022, Omega declaró en una entrevista con Fightful que el juego estaba tentativamente programado para lanzarse más tarde ese año. Omega confirmó más tarde que el juego sería publicado por THQ Nordic.
El 12 de agosto de 2022, se reveló un tráiler en THQ Nordic Digital Showcase con Britt Baker y Tony Schiavone, con un juego uno a uno, así como una mirada a los diferentes minijuegos en Fight Forever. También se anunció que se podría jugar una demostración del juego en Gamescom.

## Lanzamiento
El 3 de agosto de 2022, AEW y THQ Nordic lanzaron un avance oficial del juego, junto con la portada con CM Punk, Britt Baker, Kenny Omega, Chris Jericho, Jon Moxley y Jade Cargill.

## Roster
Estas son los luchadores presentes en el videojuego.  
| - Masculino 1. Adam Cole 2. "Hangman" Adam Page 3. Andrade el Idolo 4. Brian Cage 5. Bryan Danielson 6. Cash Wheeler (DLC)2 7. Chris Jericho 8. Christian Cage 9. Chuck Taylor 10. CM Punk 11. Cody Rhodes 12. Danhausen (DLC)4 13. Darby Allin 14. Dax Hardwood (DLC)2 15. Dustin Rhodes 16. Eddie Kingston 17. Hook (DLC)4 18. Jeff Hardy 19. John Silver 20. Jon Moxley 21. Jungle Boy 22. Keith Lee (DLC)3 23. Kenny Omega 24. Lance Archer 25. Luchasaurus 26. Malakai Black 27. Matt Hardy (Pre-Orden)1 28. Matt Hardy (Broken Version) (Pre-Orden)1 29. Matt Jackson 30. Miro 31. MJF 32. Nick Jackson 33. Orange Cassidy 34. PAC 35. Pentagon 36. Powerhouse Hobbs 37. Rey Fenix 38. Ricky Starks 39. Sammy Guevara 40. Scorpio Sky 41. Trent 42. Wardlow | - Femenino 1. Abadon 2. Anna Jay 3. Aubrey Edwards 4. Dr. Britt Baker D.M.D. 5. Hikaru Shida 6. Jade Cargill 7. Kris Statlander 8. Nyla Rose 9. Riho 10. Ruby Soho 11. Tay Melo 12. The Bunny (DLC)3 13. Thunder Rosa 14. Yuka Sakazaki 15. Toni Storm 16. Jamie Hayter | - Leyendas 1. Brodie Lee 2. Owen Hart 3. Paul Wight 4. Sting |

1DLC: AEW Fight Forever Pre-Order Bonus.
2DLC #1: FTR: Revival Pack.
3DLC #2: Limitless Bunny Bundle.
4DLC #3: Hookhausen Very Handsome Very Evil Pack.

## Arenas
Estás son las arenas anunciadas por el momento disponibles en el juego.
- - AEW Dynamite (2022)
  - AEW Rampage (2022)
  - AEW Dark (2022)
  - AEW Revolution (2022)
  - AEW Double or Nothing (2022)
  - AEW All Out (2022)
  - AEW Full Gear (2022)

## Campeonatos
| Campeonato                         | Campeón                                       |
| ---------------------------------- | --------------------------------------------- |
| AEW World Heavyweight Championship | MJF                                           |
| AEW Women's World Championship     | Thunder Rosa                                  |
| AEW World Tag Team Championship    | The Young Bucks (Nick Jackson & Matt Jackson) |
| TNT Championship                   | Darby Allin                                   |
| TBS Championship                   | Jade Cargill                                  |
| FTW Championship                   | Ricky Starks                                  |